# Venus del espejo (Tiziano)
La Venus del espejo es un cuadro de Tiziano pintado al óleo sobre lienzo y datado en 1555. Sus dimensiones son 124 x 104 cm y se conserva en la Galería Nacional de Arte de Washington D. C..

## Historia
Tiziano realizó varios trabajos con este mismo motivo, pero se cree que esta fue la primera y la única versión pintada enteramente por la mano del maestro sin ayuda de sus asistentes.
Se piensa que hizo otra copia de esta Venus para el abogado veneciano Niccolo Crasso, el cual, por aquel mismo tiempo, también encargó a Tiziano la obra del Retablo de San Nicolás de Bari. Un dibujo de esta versión fue incluido por Anthony van Dyck en su álbum de apuntes realizado durante su viaje a Italia. Esta copia se ha perdido, pero existe un estudio sobre ella que se conserva en el Museo Hermitage.

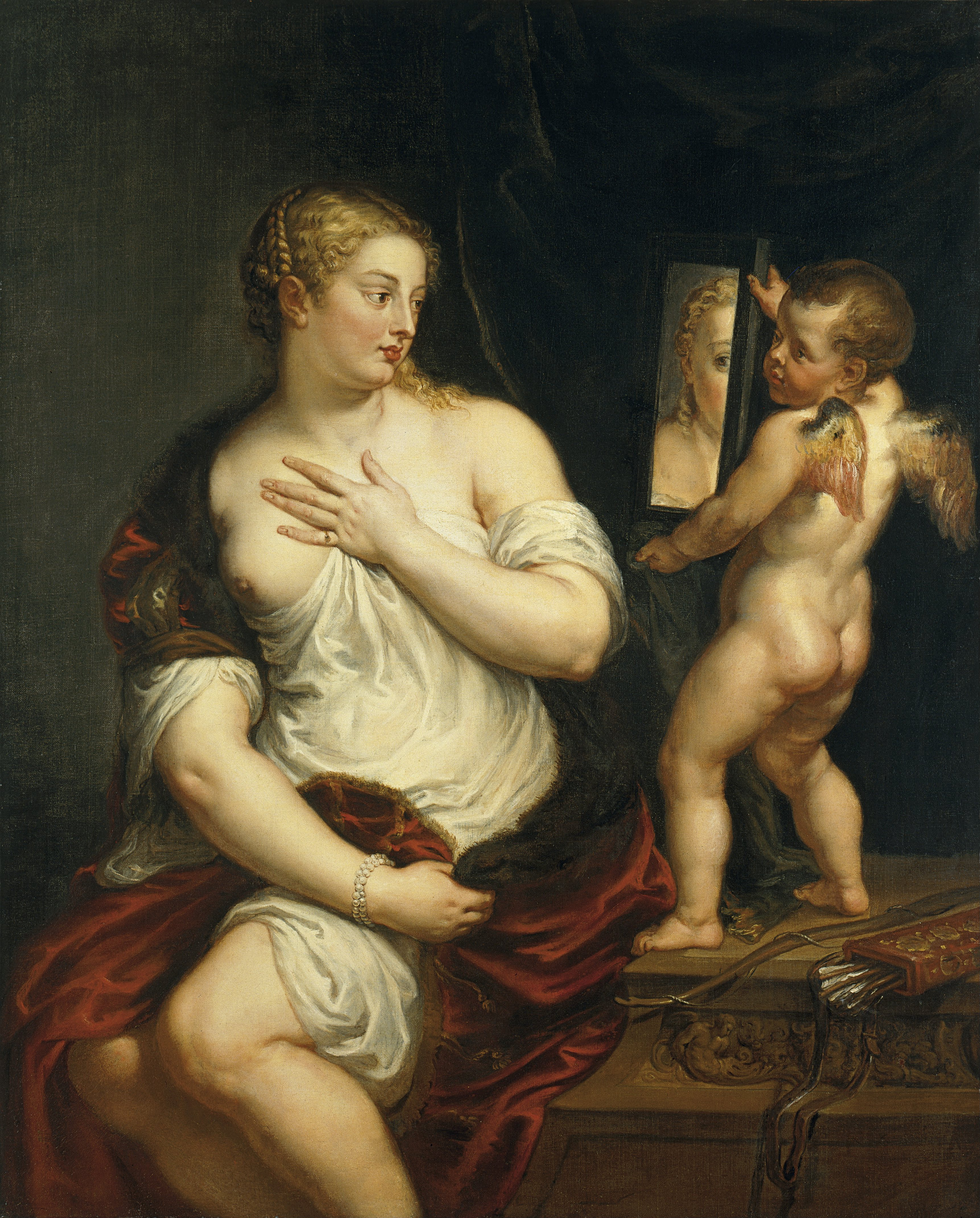
Venus y Cupido de Rubens. Copia de la Venus del espejo enviada por Tiziano a Felipe II y perdida.

Tiziano pensó en hacer otra copia más, la cual envió a su patrón habitual el rey Felipe II. Esta versión también se ha perdido aunque Rubens hizo una copia de ella que se conserva en el Museo Thyssen-Bornemisza de Madrid.
Tiziano conservó esta obra en su casa hasta su muerte en 1576. En 1581 el contenido de su casa de Venecia, incluyendo "La Venus del espejo", fue vendido por su hijo a Christoforo Barbarigo. En 1850, el cónsul ruso en Venecia adquirió la pintura, entre otras muchas obras maestras, a Barbarigo  para el Zar Nicolás II. El pago total ascendió a 525.000 francos y las obras se enviaron al Museo del Hermitage en San Petersburgo.
En 1931, debido a la necesidad de divisa extranjera para el primero de los planes quinquenales de la Unión Soviética, Iósif Stalin y el gobierno soviético vendieron secretamente la "Venus del espejo" junto a otro gran número de obras a un consorcio de corredores de arte, quien a su vez lo vendió al coleccionista americano Andrew Mellon, quien deseaba crear un museo nacional de arte en los Estados Unidos. Mellon donó el cuadro al gobierno de los Estados Unidos en 1937. La Venus del espejo fue una de las primeras obras maestras en ser expuestas en la Galería Nacional de Arte en Washington cuando abrió sus puertas en 1941.

## Descripción
La  de la Venus recuerda a las estatuas clásicas de la Venus de Médici en Florencia o la Venus Capitolina en Roma, las cuales Tiziano pudo haber visto y referirse a ellas cuando escribió "Aprendo de las maravillosas piedras antiguas". La pintura puede querer celebrar la  belleza ideal de las formas femeninas o ser crítica con la vanidad, o quizás ambas.
Los Rayos X sobre la pintura han revelado que Tiziano pintó otro retrato en el mismo lienzo que no terminó. No obstante, Tiziano conservó el manto rojo de una de las figuras del cuadro abandonado y lo situó bajo los brazos de la Venus. El aprovechamiento de este manto para la nueva pintura posiblemente jugó un papel importante en la composición de la obra.
La pintura ha sido copiada por varios artistas incluyendo Rubens o van Dyck.

## Trabajos que pueden haber influido en Tiziano
La pose de la pintura puede estar influenciada por las estatuas de Venus de la Grecia y Roma clásicas que Tiziano habría visto en Roma y Florencia. También está influido por su maestro Giovanni Bellini, quien fue responsable de la Escuela veneciana, pintores conocidos todos por su maestría en el uso del color.

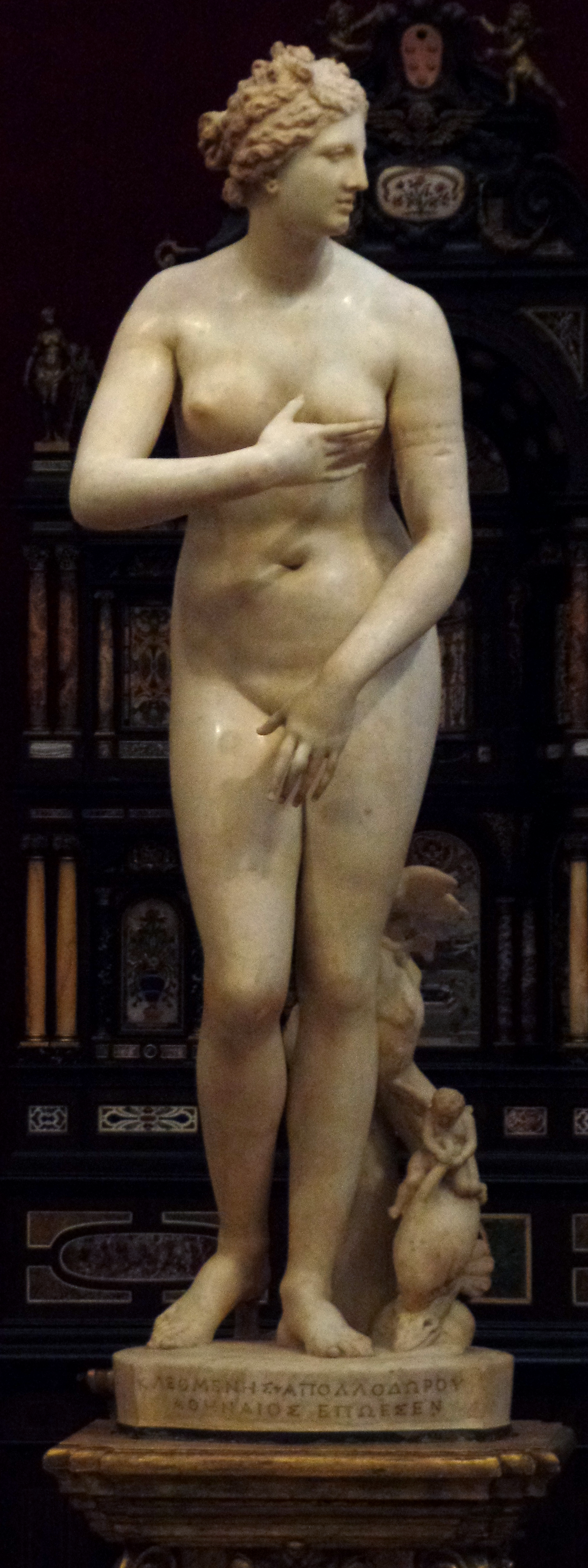
Venus de Médici en la Galería Uffizi en Florencia
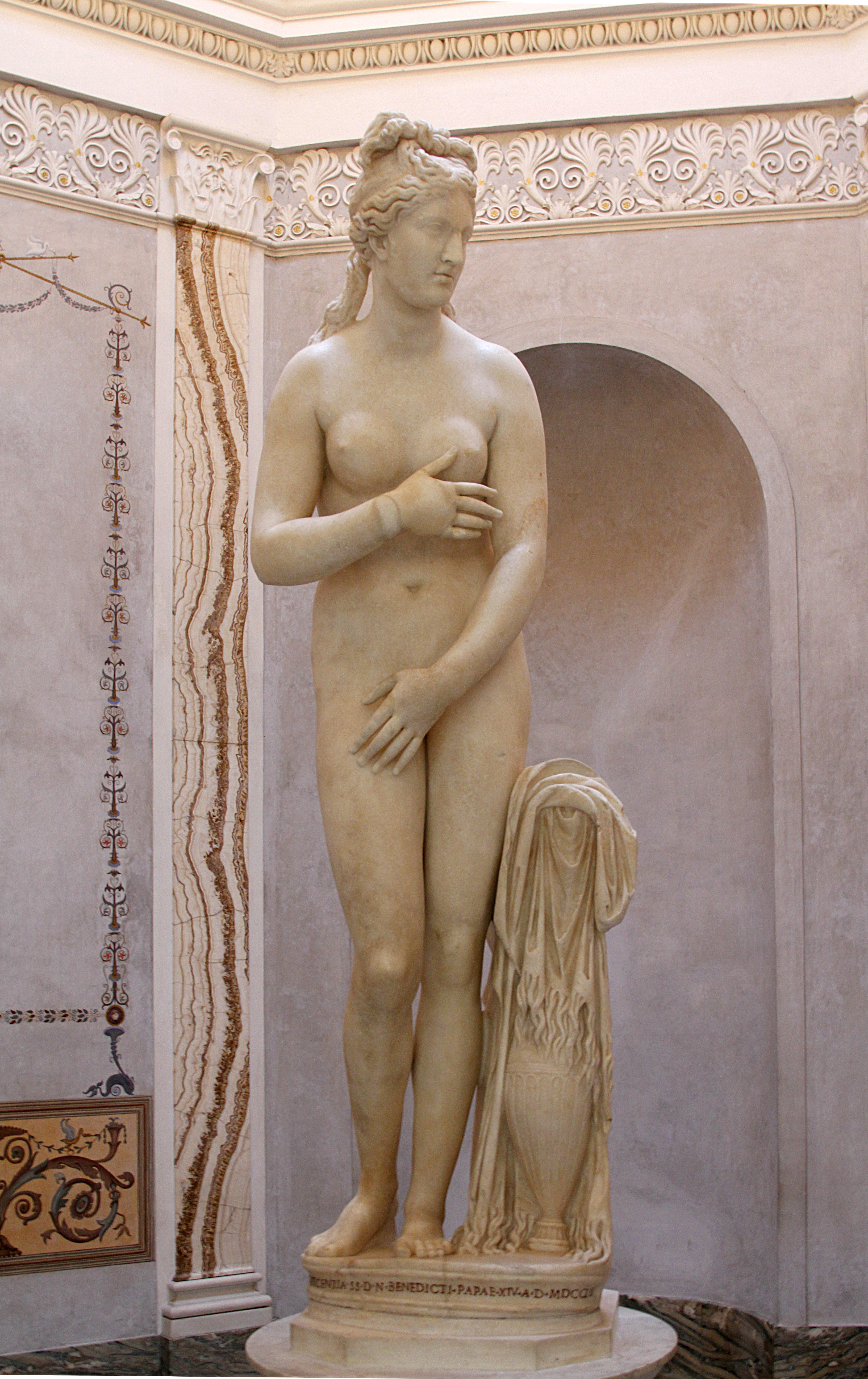
Venus Capitolina en los Museos Capitalinos en Roma
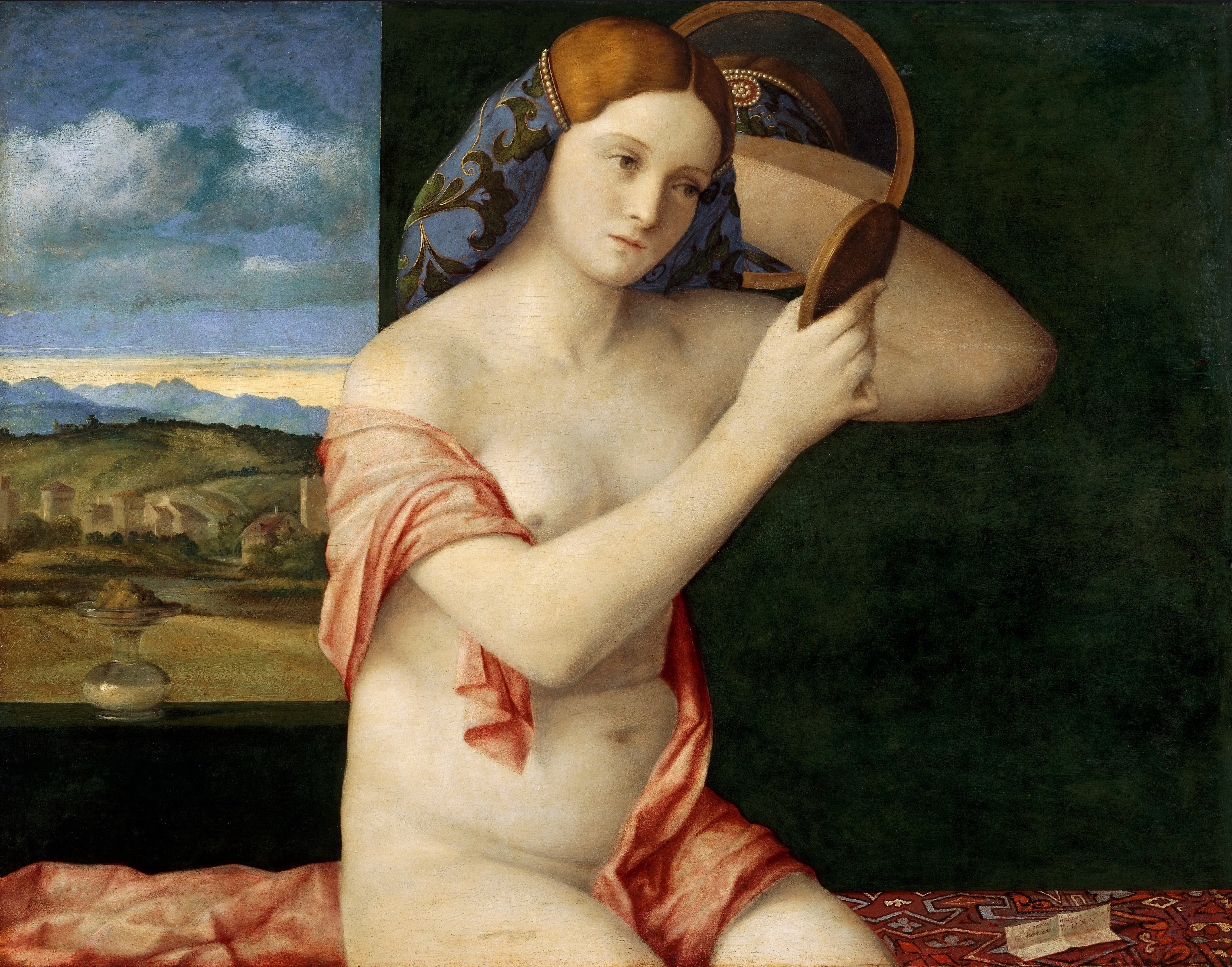
Mujer con espejo, de Giovanni Bellini (1515). Tiziano fue aprendiz en el estudio de Bellini, y adoptó sus sensuales y ricos colores.

## Otras versiones

Version de taller, hoy en el Hermitage, de la colección de la Emperatriz Josefina en Malmaison.
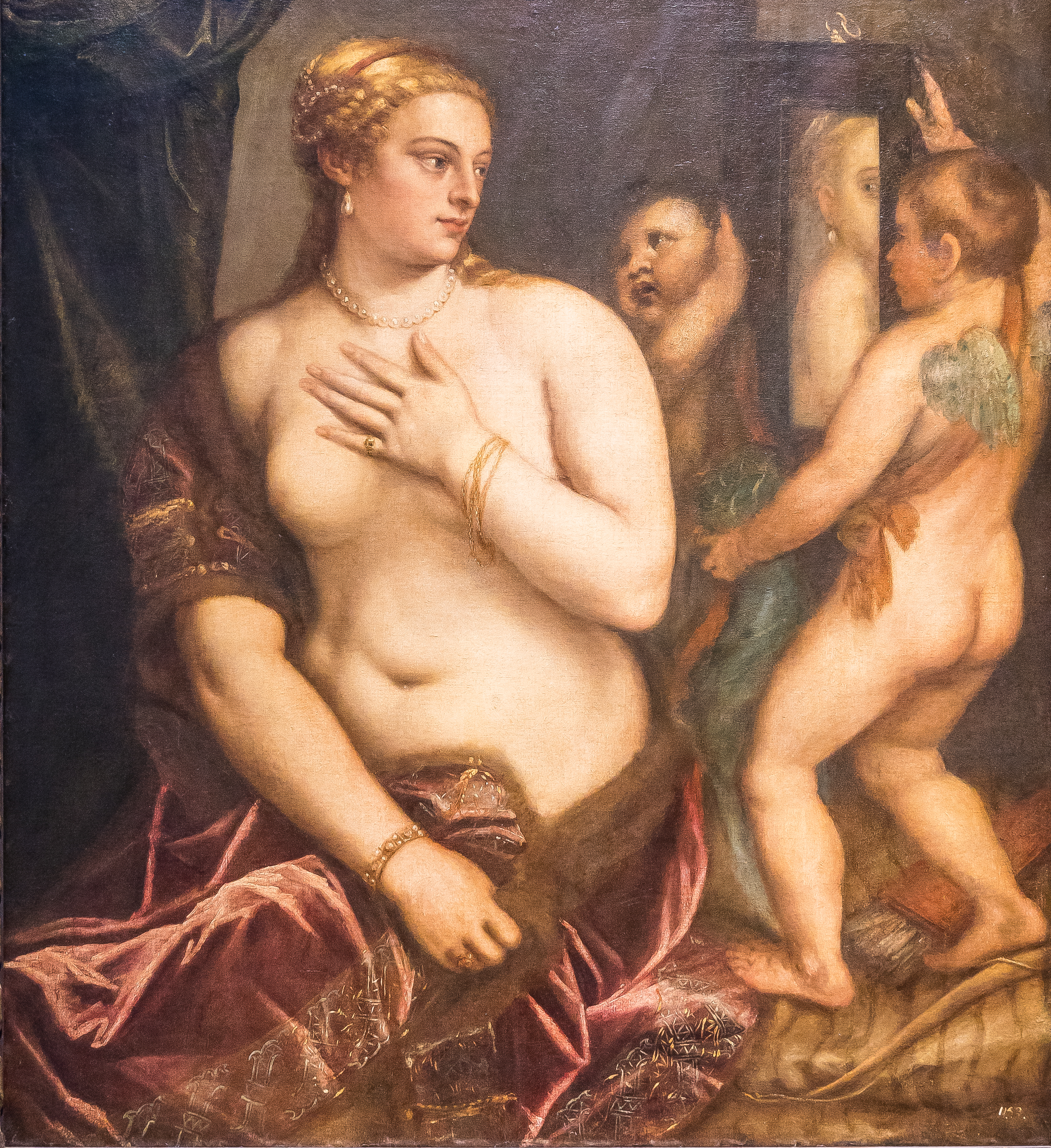
Versión del Museo Wallraf-Richartz de Colonia.
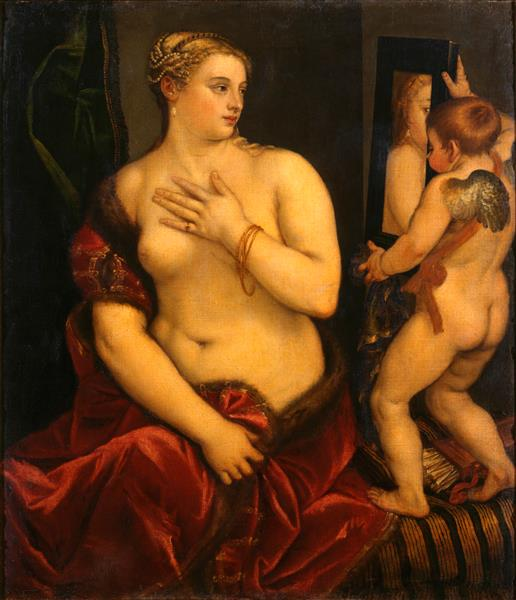
Versión de la Gemäldegalerie Alte Meister, Dresde.
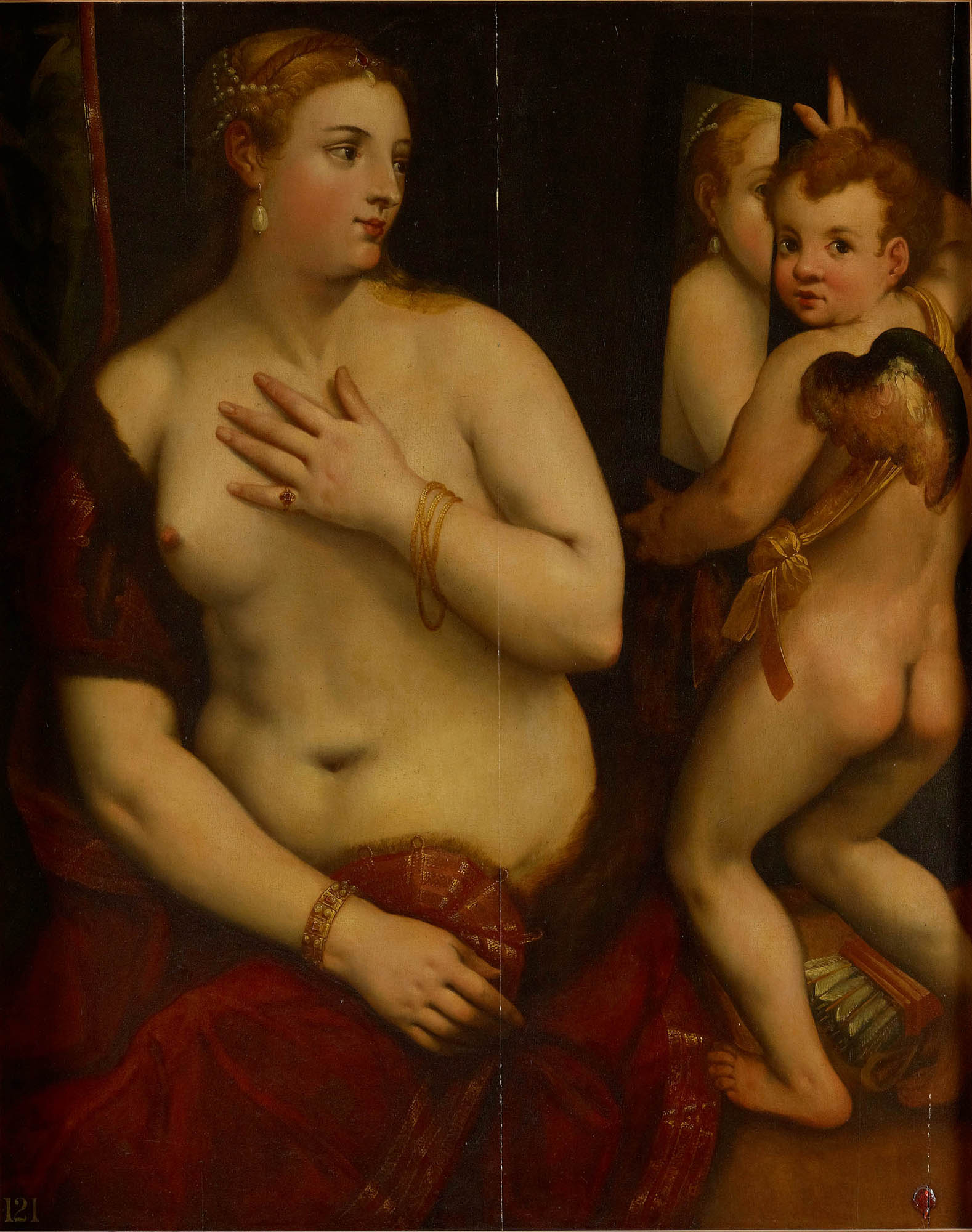
Versión en la Colección Real del Reino Unido (RCIN 402677), desde aproximadamente 1720.
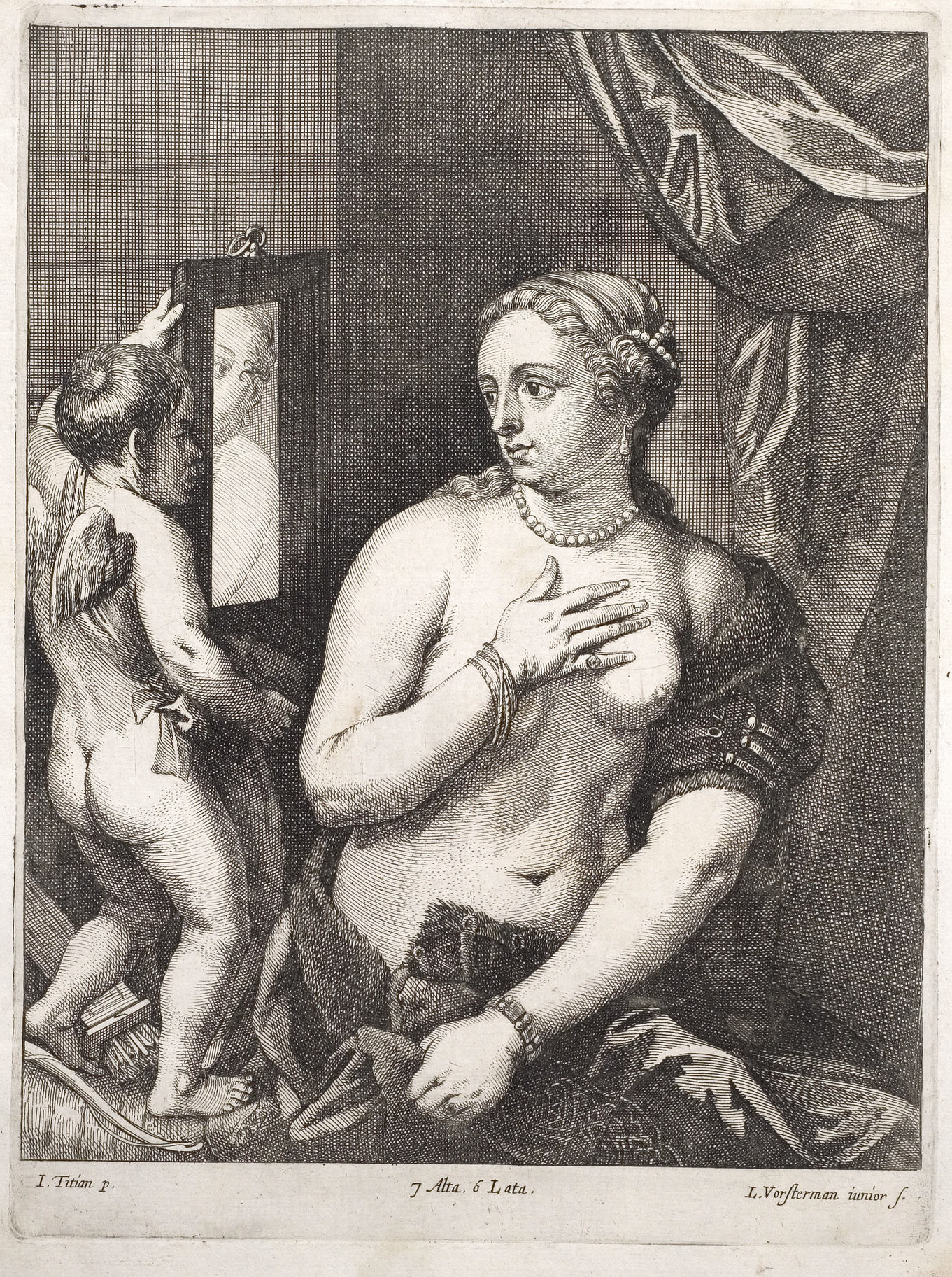
Grabado de Lucas Vorsterman II según Tiziano para el Theatrum Pictorium de David Teniers.
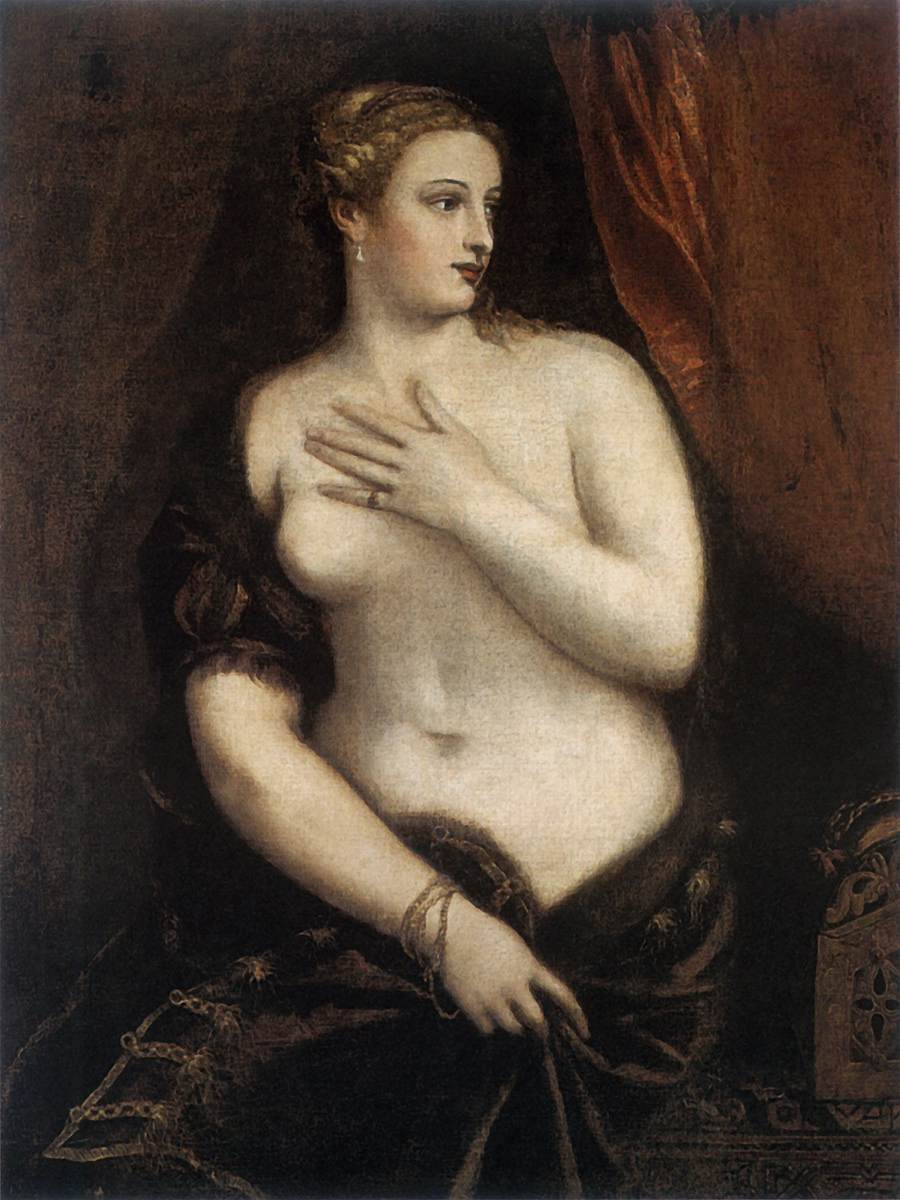
Versión sin Cupido ni espejo en la Galleria Franchetti de la Ca' d'Oro de Venecia.

## Influencia en trabajos de otros artistas
El tema de la pintura fue posteriormente adaptado por numerosos artistas, incluyendo Peter Paul Rubens y Diego Velázquez.

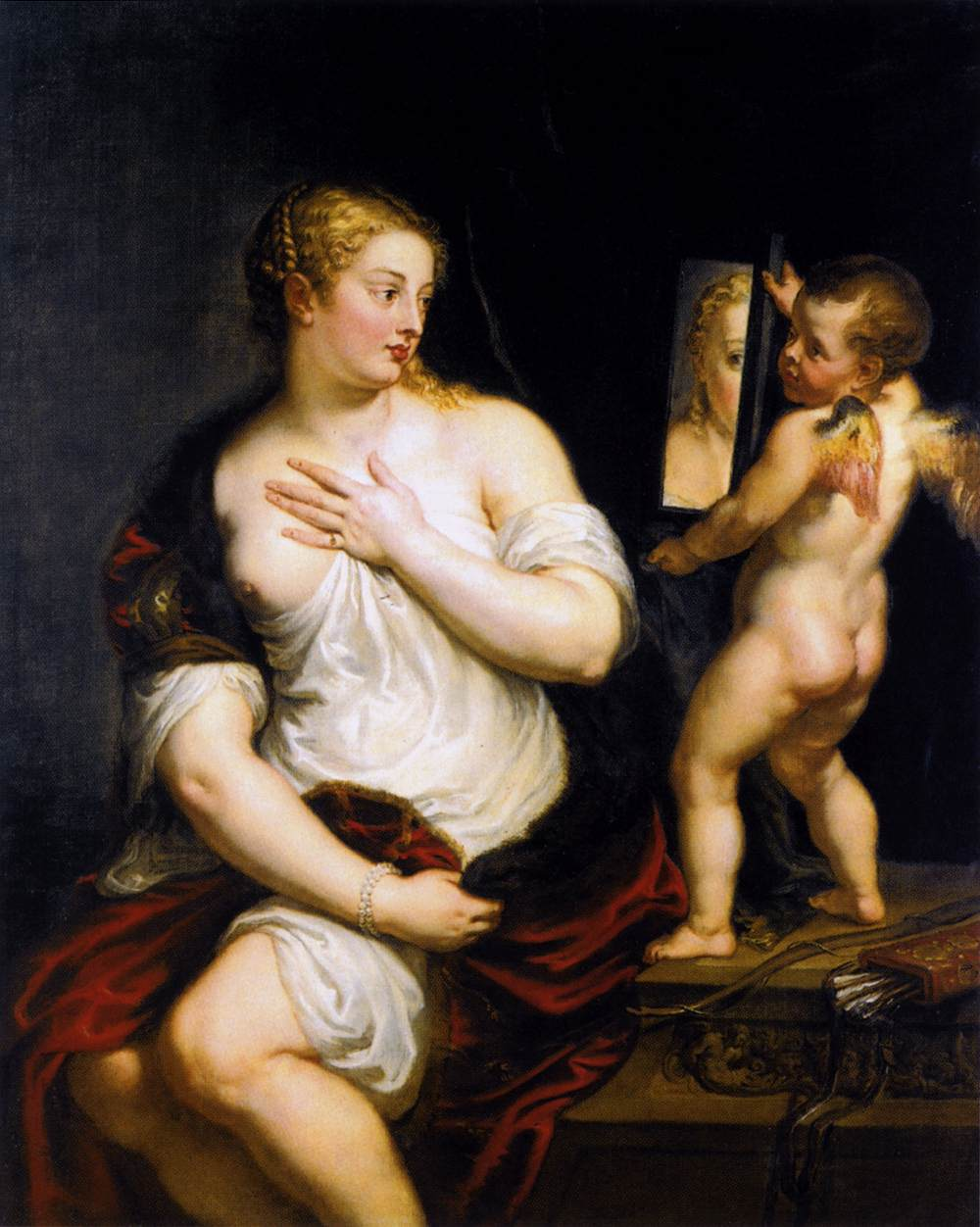
Venus del espejo de Peter Paul Rubens, 1608. Copia de la Venus de Tiziano hecha por Rubens y enviada a Felipe II.
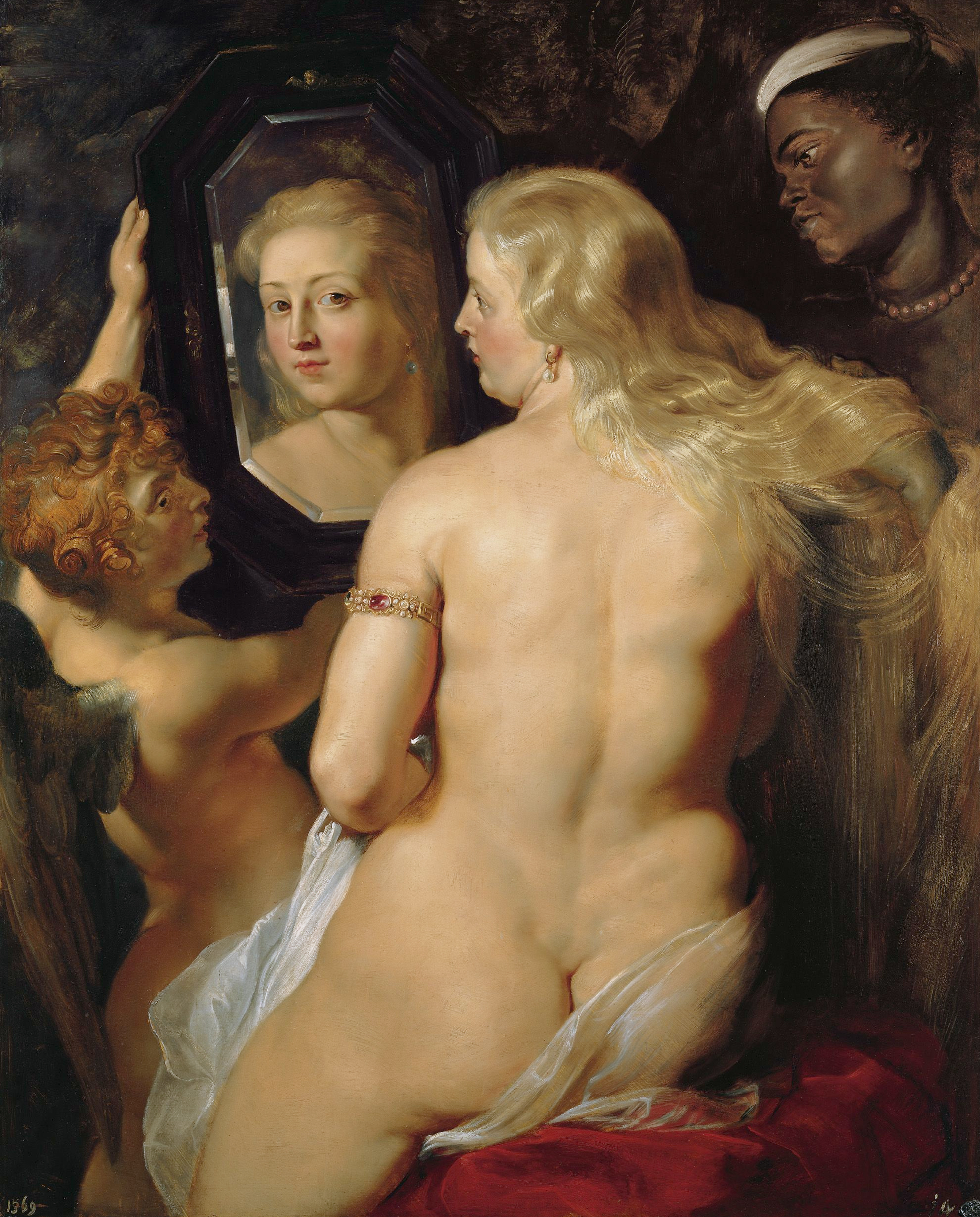
Venus en el espejo de Peter Paul Rubens (1615). Rubens, en esta ocasión, adaptó el tema a su propio estilo.
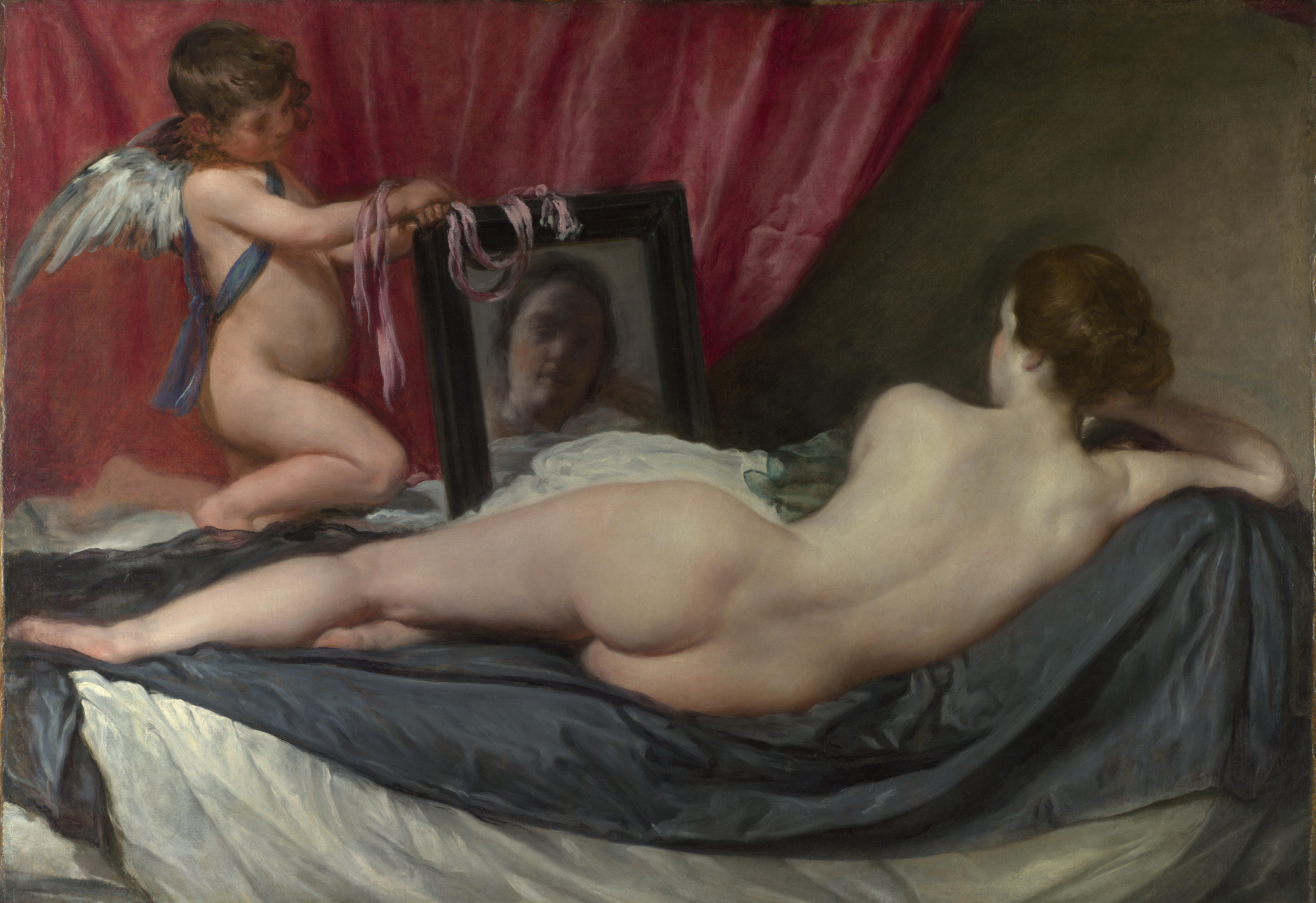
La Venus del espejo de Diego Velázquez. (1599–1660). Terminada entre 1647 y 1651. Velazquez también debió ver la copia propiedad de Felipe II.
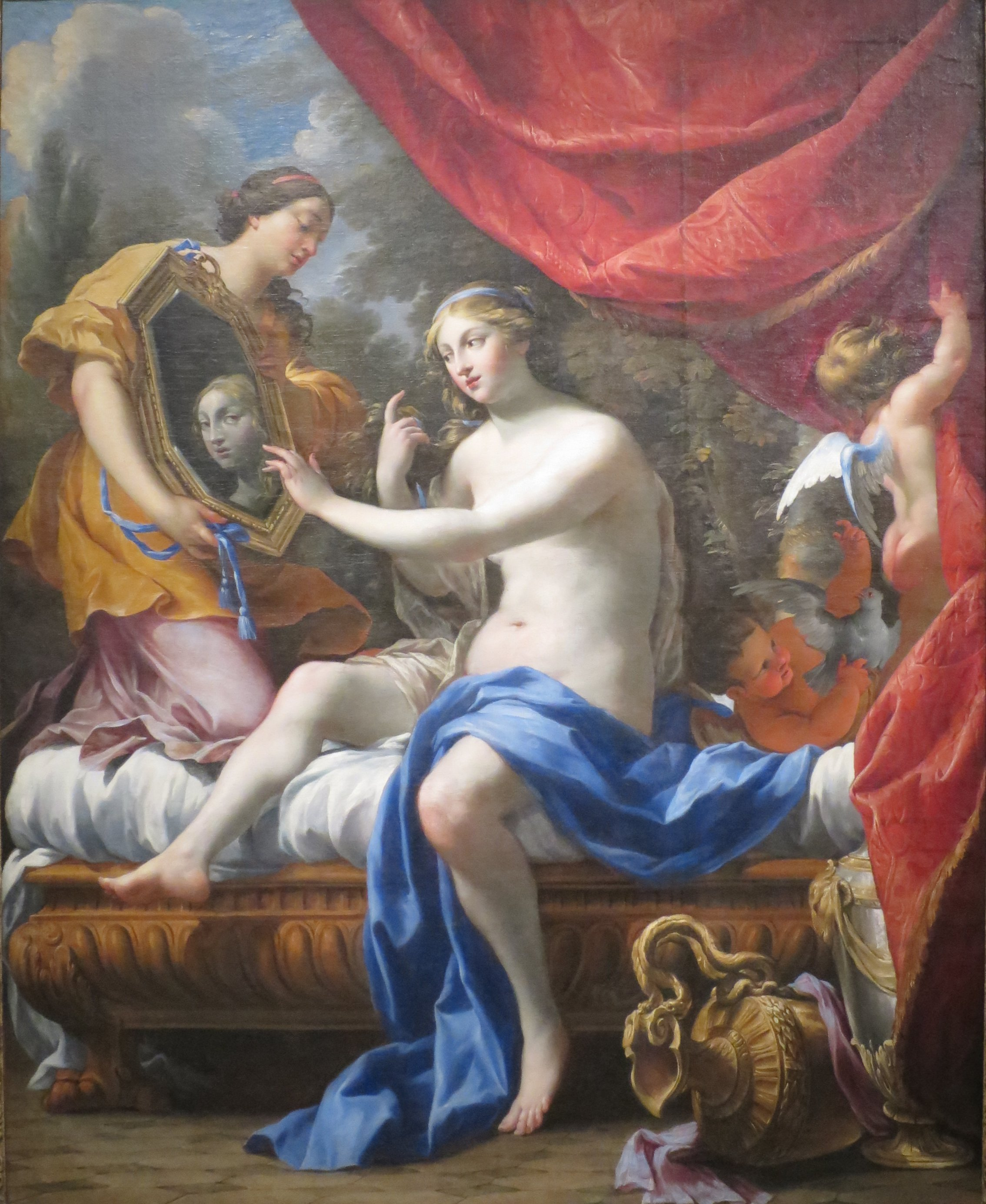
Simon Vouet, Venus del espejo, 1628. Simon Vouet vivió en Italia de 1613 a 1627 y estaba familiarizado con el trabajo de Tiziano. Él fue quien llevó el estilo italiano a Francia.

La obra sirvió de inspiración para Severin, la protagonista de la novela de 1870, La venus de las pieles de  Leopold von Sacher-Masoch.